# Stefano Stramigioli

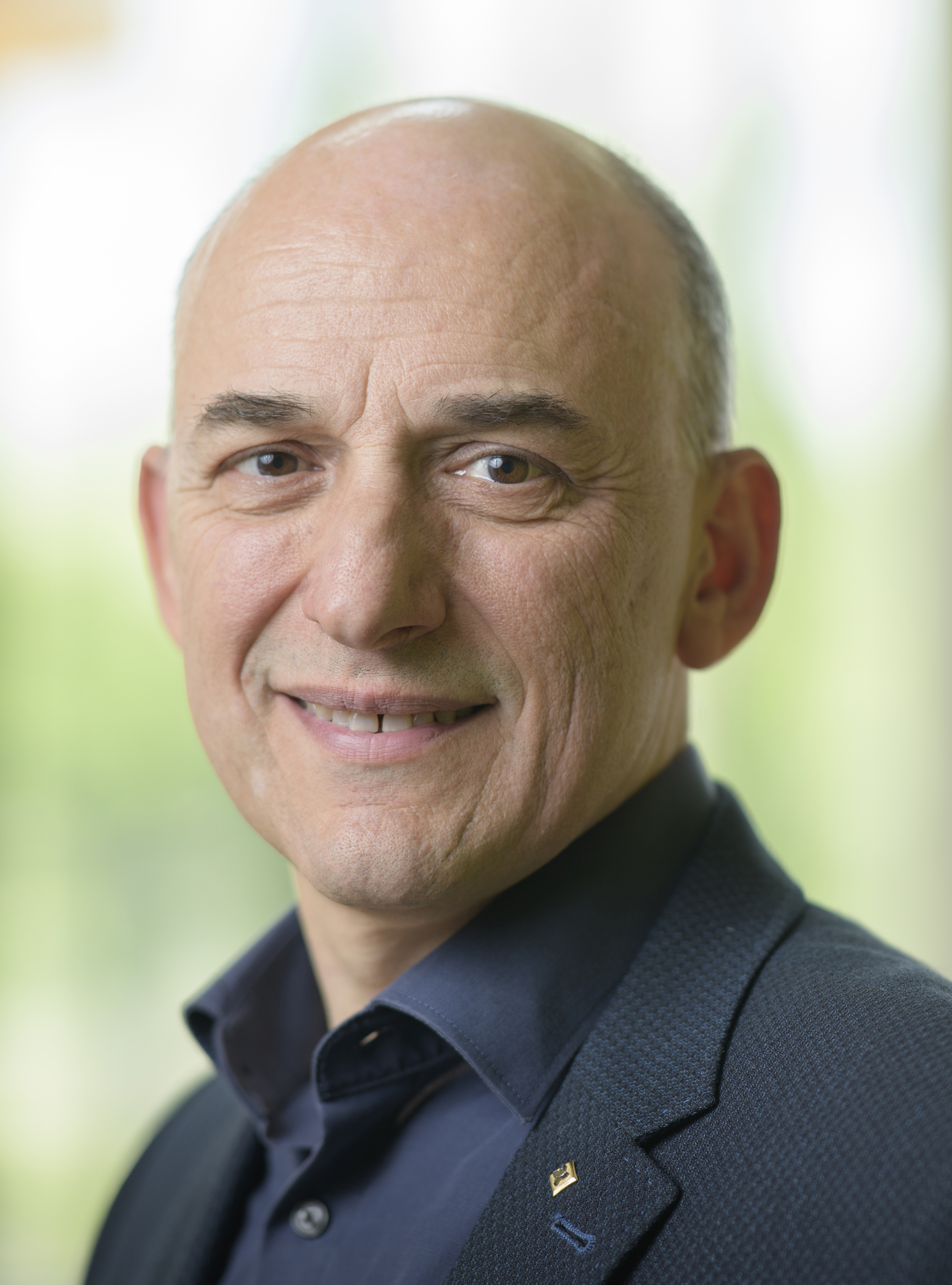
Stefano Stramigioli in 2019

Stefano Stramigioli is hoogleraar advanced robotics aan de Nederlandse Universiteit Twente.
Stramigioli studeerde elektrotechniek aan de universiteit van Bologna (Italië). Na zijn afstuderen in 1992 promoveerde hij in Nederland. In 2010 was hij de initiatiefnemer van de stichting RoboNED, die een visie op robotica, plus een roadmap voor de komende 20 jaar ontwikkelde.